# Mate Cantero
Mate Cantero est une productrice de cinéma espagnole née a Madrid le 5 mai 1961 et morte le 11 aout 2015 dans la même ville. 

## Biographie
Elle commence sa carrière dans la publicité en travaillant pour le Groupe RSCG et crée sa propre agence en 1989.
En 1992, elle fonde la société de production cinématographique Mate Productions avec Stéphane Sorlat a Madrid.
En 2001, elle est classée par The Hollywood Reporter comme l'une des 100 femmes les plus puissantes du monde audiovisuel en tant que représentante de l'Espagne.
En 2003, elle reçoit un hommage pour l'ensemble de sa carrière au Festival du film de Bogota.
En 2008, elle est membre du jury du Festival du cinéma espagnol de Malaga .
Elle est honorée du titre de chevalier des Arts et des Lettres pour son apport au développement de la culture française a l'étranger.

## Filmographie partielle
- 1995 : Ainsi soient-elles de Lisa Azuelos et Patrick Alessandrin
- 1996 : L'Appartement de Gilles Mimouni
- 1997 : La Femme de chambre du Titanic de Bigas Luna
- 1998 : Don Juan de Jacques Weber
- 1998 : Diario para un cuento (es) de Jana Boková
- 1998 : La Femme du cosmonaute de Jacques Monnet
- 1999 : La fuente amarilla de Miguel Santesmases (es)
- 1999 : Est-Ouest de Régis Wargnier
- 1999 : Volavérunt de Bigas Luna
- 2000 : Salsa de Joyce Buñuel
- 2000 : Le Prince du Pacifique d'Alain Corneau
- 2001 : Vidas Privadas (es) de Fito Paez
- 2002 : La vierge de la luxure (es) de Arturo Ripstein
- 2003 : Pas si grave de Bernard Rapp
- 2003 : Sansa de Siegfried
- 2003 : L'Auberge espagnole de Cédric Klapisch
- 2004 : Les Fils du vent de  Julien Seri
- 2005 : Les gens honnêtes vivent en France de Bob Decout
- 2007 : Four Last Songs (en) de Francesca Joseph

## Distinctions
- Chevalier de l'ordre des Arts et des Lettres